# مک مک‌آنالی
مک مک‌آنالی (انگلیسی: Mac McAnally؛ زادهٔ ۱۵ ژوئیهٔ ۱۹۵۷) موسیقی‌دان اهل ایالات متحده آمریکا است. وی از سال ۱۹۷۷ میلادی تاکنون مشغول فعالیت بوده‌است. وی در حرفه خود ده آلبوم استودیویی و هشت تک آهنگ را ضبط کرده‌است. دو مورد از تک آهنگ‌های او در بیلبورد هات ۱۰۰ و شش مورد دیگر در نمودار آهنگ‌های Hot Country قرار گرفتند. او همچنین برای ساویر براون و قلب بی‌قرار تولید کرده‌است، چندین تک آهنگ را برای سایر هنرمندان نیز نوشته‌است و عضو گروه پشتیبان جیمی بافت، Coral Reefer Ban است.